# Brock Lesnar
Brock Edward Lesnar (Webster, 12 de julho de 1977) é um lutador profissional americano, ex-lutador de artes marciais mistas (MMA), lutador amador e jogador de futebol profissional que possui cidadania americana e canadense. Ele está atualmente assinado com a WWE. Nas histórias da WWE, ele é um agente livre, permitindo que ele apareça em qualquer divisão da WWE. Ele é a única pessoa a deter os principais títulos dos pesos pesados na WWE, Ultimate Fighting Championship (UFC), New Japan Pro-Wrestling (NJPW), e National Collegiate Athletic Association (NCAA). No geral, ele é onze vezes campeão mundial nas principais promoções de pro-wrestling (WWE e NJPW).
Lesnar competiu no wrestling amador pela Universidade de Minnesota, vencendo o Campeonato Nacional da NCAA Division I em 2000. Ele logo assinou com a World Wrestling Federation (WWF, agora WWE), ganhando destaque na indústria em 2002 ao vencer o Campeonato da WWE aos 25 anos. , estabelecendo o recorde para o lutador mais jovem a vencer o campeonato. Em 2004, Lesnar deixou a WWE para se juntar ao Minnesota Vikings da National Football League (NFL), mas foi cortado da equipe durante a pré-temporada. Ele ganhou o Campeonato Peso-Pesado da IWGP em 2005 enquanto estava na NJPW, e re-assinou com a WWE em 2012; seu reinado de 504 dias como Campeão Universal é o sétimo mais longo reinado de campeonato mundial na história da promoção. Lesnar também é um vencedor do Royal Rumble, vencedor do Money in the Bank, vencedor do torneio King of the Ring, e encabeçou vários eventos pay-per-view, incluindo o principal evento da WWE, WrestleMania, quatro vezes (XIX, 31, 34 , e 36), além disso, ele também encerrou a sequência invicta de The Undertaker na WrestleMania em 2014.
Lesnar começou uma carreira no MMA em 2007, e assinou com o UFC em 2008. Ele rapidamente ganhou o Campeão Peso Pesado do UFC, mas foi afastado com diverticulite em 2009. Em seu retorno em 2010, Lesnar derrotou o campeão interino dos pesos pesados do UFC Shane Carwin para unificar o campeonatos dos pesos pesados, tornando-se o único indiscutível campeão peso-pesado do UFC. Após uma série de derrotas e mais lutas com diverticulite, Lesnar se aposentou do MMA em 2011. Ele retornou em 2016 e derrotou Mark Hunt; sua vitória foi revertida para um no-contest depois que Lesnar testou positivo para clomifeno, uma substância proibida na política antidoping do UFC. Lesnar então se aposentou do MMA pela segunda vez em 2017. Uma sensação de bilheteria, Lesnar competiu em alguns dos eventos pay-per-view mais vendidos da história da promoção, incluindo o UFC 91, UFC 100, UFC 116 e UFC 121.

## Carreira na luta amadora
Lesnar estudou na Webster High School jogando futebol e competiu no wrestling amador, ficando em terceiro lugar nos campeonatos estaduais em seu último ano. Ele então foi para o Bismarck State College, onde ganhou o Campeonato de Peso Pesado da National Junior College Athletic Association (NJCAA) em seu segundo ano. Lesnar frequentou o Bismarck State College por dois anos antes de se transferir para a Universidade de Minnesota com uma bolsa de wrestling, onde foi colega de quarto do futuro colega da WWE Shelton Benjamin, que também era seu assistente técnico.
Lesnar ganhou o Campeonato Peso Pesado de Wrestling da National Collegiate Athletic Association (NCAA) de 2000 em seu último ano, depois de ser vice-campeão de Stephen Neal no ano anterior. Ele terminou sua carreira amadora como duas vezes NJCAA All-American, o Campeão Peso Pesado da NJCAA de 1998, duas vezes NCAA All-American, duas vezes Campeão da Big Ten Conference e o Campeão Peso Pesado da NCAA de 2000, com um recorde de 106-5 geral em quatro anos de faculdade

## Carreira na luta profissional

### World Wrestling Federation/Entertainment

#### Ohio Valley Wrestling (2000–2002)
Em 2000, Lesnar assinou com a World Wrestling Federation (WWF) e foi enviado para seu território de desenvolvimento Ohio Valley Wrestling (OVW), onde conheceu o futuro amigo e empresário Paul Heyman. O booker da OVW Jim Cornette juntou Lesnar com seu ex-colega de quarto de faculdade Shelton Benjamin. Eles eram conhecidos como The Minnesota Stretching Crew e ganharam o Campeonato de Duplas do Sul da OVW em três ocasiões distintas. Lesnar lutou várias lutas em 2001 e 2002 antes de ser convocado para a lista principal da WWF.

#### "The Next Big Thing" (2002–2003)
Lesnar estreou na televisão WWF em 18 de março de 2002, no episódio do Raw como vilão, atacando Al Snow, Maven e Spike Dudley durante sua luta pelo Campeonato Hardcore da WWF, enquanto também estava acompanhado por Paul Heyman, que foi visto dando instruções a Lesnar. Quando a extensão da marca foi introduzida na WWF, Lesnar foi convocado para a marca Raw. Mais tarde, Heyman foi confirmado como agente de Lesnar e deu a Lesnar o apelido de "The Next Big Thing". A primeira rivalidade de Lesnar foi com The Hardy Boyz e Lesnar derrotou Jeff Hardy por nocaute depois que Hardy foi incapaz de responder ao árbitro Theodore Long no Backlash em 21 de abril, sua primeira luta oficial televisionada. Na noite seguinte no Raw, Lesnar enfrentou o irmão de Jeff, Matt Hardy, e o derrotou da mesma forma. Lesnar e Shawn Stasiak perderam para The Hardy Boyz no Insurrextion em 4 de maio após Stasiak ser derrotado, mas Lesnar atacou todos os participantes após a luta. No Judgment Day em 19 de maio, Lesnar e Heyman derrotaram The Hardy Boyz.
Em junho de 2002, Lesnar venceu o torneio King of the Ring de 2002, derrotando Bubba Ray Dudley na primeira rodada, Booker T nas quartas-de-final, Test nas semifinais e Rob Van Dam na final, uma chance pelo Campeonato Indiscutível da WWE no SummerSlam. No Vengeance em 21 de julho, Lesnar perdeu para Van Dam em uma luta pelo Campeonato Intercontinental WWE por desqualificação. Em 22 de julho, Lesnar se juntou ao SmackDown!. Após uma rápida rivalidade com Hollywood Hulk Hogan em agosto de 2002, Lesnar derrotou The Rock no SummerSlam em 25 de agosto para se tornar o novo Campeão Indiscutível da WWE e o mais jovem campeão da WWE aos 25 anos. Ele também se tornou o segundo lutador profissional mais rápido a ganhar o Campeonato da WWE desde sua estreia (126 dias) atrás apenas de Ric Flair (113 dias). Na época, o Campeonato Indiscutível da WWE estava sendo defendido em ambas as divisões, então o Gerente Geral do Raw, Eric Bischoff, esperava que Lesnar voltasse ao Raw na noite seguinte. No entanto, a General Manager do SmackDown! Stephanie McMahon declarou que Lesnar só era obrigado a defender o título nos shows e eventos do SmackDown!, levando Bischoff a estabelecer um novo campeonato para o Raw (o Campeonato Mundial Peso Pesado); o Campeonato Indiscutível da WWE foi então renomeado como Campeonato da WWE.
A rápida ascensão de Lesnar ao topo da WWE em 2002 levou a uma rivalidade com The Undertaker, que envolveu uma luta no Unforgiven em 22 de setembro. A luta terminou em dupla desqualificação, com Lesnar retendo o título. Lesnar enfrentou The Undertaker novamente no No Mercy, desta vez em uma luta Hell in a Cell. Antes da luta, no enredo, Lesnar quebrou a mão de Undertaker com um tanque de propano. Apesar de Heyman implorar a McMahon para não deixar The Undertaker usar seu elenco como arma, o pedido foi negado e a luta continuou como planejado. No No Mercy, Lesnar derrotou The Undertaker na luta Hell in a Cell para manter o título, encerrando assim sua rivalidade. Lesnar iria reter com sucesso o Campeonato da WWE em uma luta handicap com Heyman contra Edge no Rebellion em 26 de outubro.
O próximo oponente de Lesnar foi Big Show e Heyman estava convencido mais do que ninguém de que Lesnar não poderia vencer, tentando convencê-lo a não defender o título. Lesnar recusou e defendeu o campeonato contra Big Show no Survivor Series em 17 de novembro. Isso levou Lesnar a se tornar herói pela primeira vez. Após o Survivor Series, Heyman deixou claro que Lesnar não teria uma revanche, e colocou uma cláusula especial dizendo isso em seu contrato. Para se vingar de Big Show e Heyman, Lesnar interferiu na primeira defesa de título de Big Show, que veio contra Kurt Angle no mês seguinte no Armageddon em 15 de dezembro, onde Lesnar executou o F-5 no Big Show, o que permitiu que Angle vencesse o Campeonato da WWE. No episódio seguinte do SmackDown!, no entanto, Angle apresentou Heyman como seu empresário e, apesar de prometer a Lesnar uma disputa pelo título no início da noite, declarou que Lesnar ainda não conseguiria. A rivalidade de Lesnar com Heyman e Big Show foi retomada, o que culminou em uma luta no Royal Rumble em janeiro de 2003, com o vencedor sendo colocado na luta Royal Rumble no final da noite. No Royal Rumble, Lesnar derrotou Big Show e entrou na luta Royal Rumble como número 29. Ele eliminou Matt Hardy e Team Angle (Charlie Haas e o ex-companheiro de equipe de Lesnar na OVW, Shelton Benjamin), que na época eram orientados por Angle como uma equipe de 3 homens. Lesnar, então, eliminaria The Undertaker por último e venceria a luta Royal Rumble, o que lhe garantiu uma luta pelo Campeonato da WWE na WrestleMania XIX, já que ele era um lutador do SmackDown!. Após o Royal Rumble, Lesnar e Chris Benoit derrotaram Angle, Haas e Benjamin em uma luta de três contra dois no No Way Out em 23 de fevereiro, apesar do Team Angle ter machucado seu parceiro, Edge, nos bastidores antes da luta. Na WrestleMania em 30 de março, Lesnar derrotou Angle para ganhar seu segundo Campeonato da WWE; durante a partida, ele falhou em um Shooting Star Press (um movimento que ele usou várias vezes na OVW) e caiu na cabeça e no pescoço, resultando em uma concussão. Isso forçou Angle (que entrou na luta com o pescoço quebrado) e Lesnar a improvisar o final da luta.
Após a WrestleMania, Lesnar voltou sua atenção para John Cena, que havia retornado de lesão em fevereiro de 2003 após um F-5 em um ringpost de Lesnar, com Cena alegando que Lesnar quase terminou sua carreira e até mesmo nomeou seu novo movimento de finalização de "F.U." como uma "homenagem" ao novo campeão. A rivalidade terminou em uma luta no Backlash em 27 de abril, onde Lesnar derrotou Cena para manter o Campeonato da WWE. No episódio seguinte do SmackDown!, Lesnar voltou à rivalidade com Big Show depois que, na história, Big Show machucou Rey Mysterio durante sua luta no Backlash. O ataque de Big Show resultou em Mysterio sendo machucado em uma maca e uma prancha, e Big Show tirou Mysterio da maca e balançou a tabela no ringpost, agravando a lesão. Lesnar chamou Big Show, que exigiu que Lesnar colocasse seu título em jogo contra ele. Isso levou a uma luta de maca pelo Campeonato da WWE no Judgment Day em 18 de maio, onde Lesnar manteve com sucesso. Durante uma revanche no episódio de 12 de junho do SmackDown!, Lesnar levantou Big Show da corda superior em um superplex que causou o colapso no ring com o impacto. Como Lesnar e Big Show continuaram sua rivalidade, Kurt Angle voltou de sua cirurgia no pescoço e começou a formar uma rivalidade mais amigável com Lesnar, já que os dois eram aliados, mas candidatos ao título. No primeiro pay-per-view exclusivo do SmackDown! em julho, Vengeance, Lesnar perdeu o Campeonato da WWE para Angle em um combate triplo envolvendo Big Show.
Lesnar continuou a perseguir agressivamente o Campeonato da WWE apesar de sua amizade com Angle. Mr. McMahon se envolveu na história, primeiro repreendendo Lesnar, que havia se envolvido na rivalidade de McMahon com Zach Gowen, por perder para Angle. Tudo isso acabou sendo um desvio que entrou em foco no episódio de 7 de agosto do SmackDown!. Naquela noite, Lesnar e McMahon se enfrentariam em uma luta em uma jaula de aço com Angle como árbitro convidado especial, conforme as ordens de McMahon no programa da semana anterior. Durante a luta, Lesnar desmaiou devido a um incidente nos bastidores e McMahon estava pronto para fazer a contagem, mas Angle se recusou a permitir que McMahon vencesse dessa maneira. Quando os dois homens começaram a discutir, Lesnar atacou Angle com um F-5 e continuou atacando Angle enquanto McMahon assistia e comemorava com ele depois, virando o vilão mais uma vez no processo. No SummerSlam em 24 de agosto, Lesnar perdeu para Angle depois de uma chave de submissão. No episódio de 18 de setembro do SmackDown!, Lesnar derrotou Angle em uma luta Iron Man para ganhar seu terceiro Campeonato da WWE por uma pontuação final de cinco a quatro, encerrando assim sua longa rivalidade.

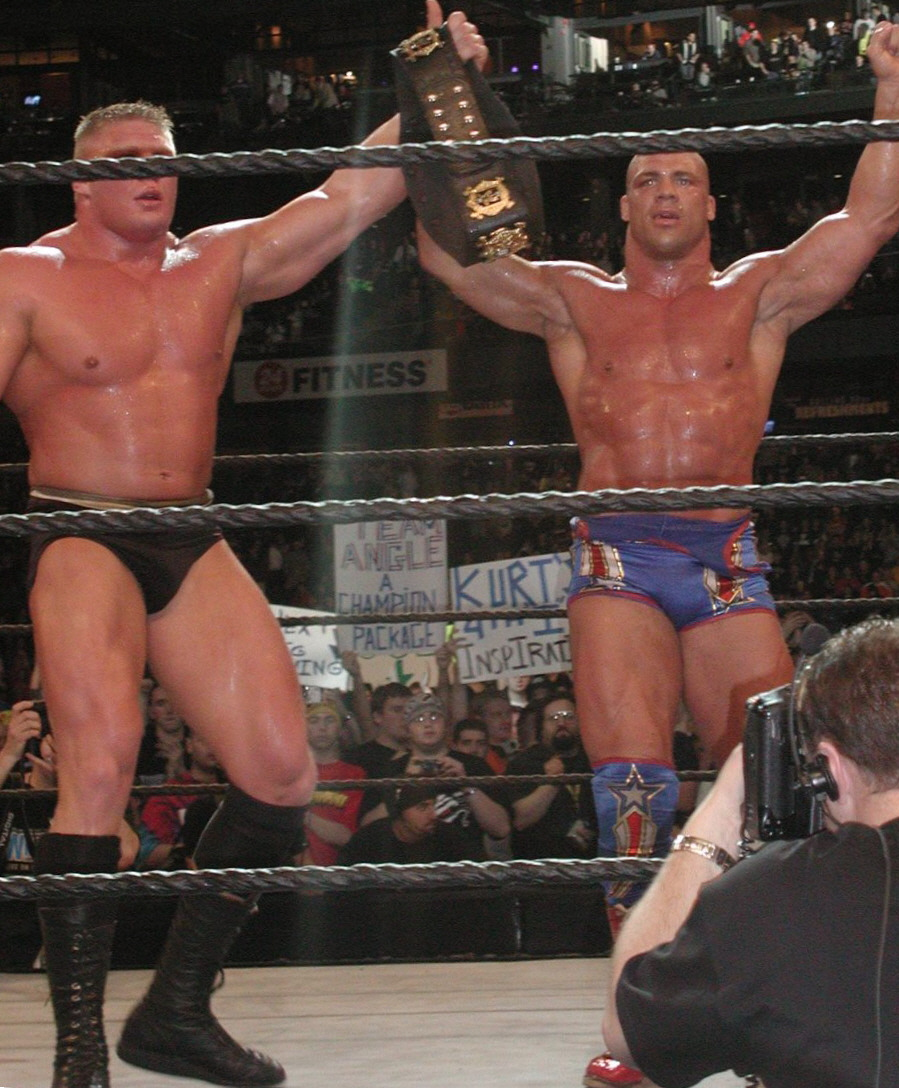
Lesnar, após derrotar Kurt Angle na WrestleMania XIX.

Lesnar defendeu com sucesso seu título recém-conquistado contra o estreante Paul London no episódio de 9 de outubro do SmackDown!. Ele voltou a rivalizar com The Undertaker, já que Lesnar já havia custado a Undertaker o título em uma luta contra o então campeão Kurt Angle no episódio de 4 de setembro do SmackDown!, que lhe concedeu uma chance pelo título de Lesnar. No No Mercy em 19 de outubro, Lesnar derrotou Undertaker em uma luta Biker Chain após interferência de The Full Blooded Italians e Vince McMahon. Depois que Paul Heyman retornou à WWE como Gerente Geral do SmackDown!, Lesnar se aliou com Heyman. Com o Survivor Series chegando, Lesnar decidiu desafiar Angle para uma tradicional luta de eliminação de duplas do Survivor Series. Lesnar escolheu Big Show como seu primeiro companheiro de equipe, com Heyman adicionando um retorno de Nathan Jones e um estreante Matt Morgan para trazer o número da equipe para quatro. Angle escolheu Chris Benoit e The APA (Bradshaw e Faarooq) para se juntarem à sua equipe. No entanto, Faarooq se machucou durante um combate com Lesnar e a equipe de Angle foi forçada a encontrar um substituto para ele. A equipe de Lesnar escolheu A-Train para preencher o quinto e último lugar para eles depois que ele atacou John Cena, que se recusou a aceitar um convite para se juntar à equipe de Lesnar. Cena se juntou ao time de Angle e Angle adicionou Hardcore Holly como o quinto membro (Lesnar havia machucado Holly legitimamente no ano anterior e ele não lutou desde então). Em 16 de novembro no Survivor Series, Lesnar foi eliminado depois que Benoit o forçou a bater depois de um Crippler Crossface; A equipe de Lesnar iria perder a partida. No episódio de 4 de dezembro do SmackDown!, Lesnar defendeu com sucesso o Campeonato da WWE contra Benoit depois que Benoit desmaiou para a submissão de Lesnar, o Brock Lock.

#### Rivalidade com Goldberg e primeira saída (2003-2004)
O Survivor Series em novembro de 2003 também marcou a primeira vez que Lesnar conheceu Goldberg da marca Raw. Depois que Lesnar afirmou em uma entrevista nos bastidores que ele poderia vencer qualquer um no mundo, Goldberg interrompeu a entrevista e se apresentou a Lesnar, apertando a mão dele antes de sair com um olhar. Lesnar seguiu uma rivalidade envolvendo Hardcore Holly. No enredo, Holly queria se vingar de Lesnar por machucar legitimamente seu pescoço durante uma partida anterior entre os dois em 2002, que deixou Holly precisando de uma cirurgia no pescoço e fora de ação por um ano. No Royal Rumble em 25 de janeiro de 2004, Lesnar derrotou Holly para manter o Campeonato da WWE. Mais tarde na luta Royal Rumble, Lesnar atacou Goldberg com um F-5, permitindo que Kurt Angle o eliminasse.
Lesnar defendeu o Campeonato da WWE contra Eddie Guerrero no No Way Out em 15 de fevereiro. Goldberg atacou Lesnar com um spear enquanto o árbitro estava inconsciente, permitindo que Guerrero quase caísse em Lesnar. Lesnar então tentou um F-5 em Guerrero, mas Guerrero o reverteu em um DDT no cinturão de título e executou um frog splash para ganhar o Campeonato da WWE. Um furioso Lesnar então começou a rivalizar com Goldberg, culpando-o por perder seu título, e uma luta foi marcada entre os dois na WrestleMania XX em 14 de março. Durante a rivalidade com Goldberg, Lesnar também estava em desacordo com Stone Cold Steve Austin, que foi mostrado sugerindo a Goldberg que ele atacasse Lesnar no No Way Out. Depois que Lesnar atacou Austin no Raw de 23 de fevereiro e roubou seu quadriciclo, Austin foi inserido como árbitro convidado especial para a luta da WrestleMania. No episódio de 4 de março do SmackDown!, Lesnar derrotou Hardcore Holly em sua última luta em um programa semanal televisivo da WWE até 2019. Nos bastidores, era amplamente conhecido que a luta era a última de Goldberg na WWE. Apenas uma semana antes da WrestleMania, surgiram rumores de que Lesnar também estava deixando a WWE para seguir carreira na National Football League (NFL). Como resultado, a luta de Lesnar com Goldberg se tornou um fiasco com os fãs no Madison Square Garden zombando e xingando ambos vociferantemente. Goldberg derrotou Lesnar após um Jackhammer e posteriormente, ambos receberam Stunners de Austin.

### Promoções japonesas (2005–2007)
Em 8 de outubro de 2005, Lesnar ganhou o Campeonato Peso Pesado da IWGP em sua luta de estreia em um combate triplo com Kazuyuki Fujita e Masahiro Chono em um show da New Japan Pro-Wrestling (NJPW) no Tokyo Dome. Lesnar é um dos poucos lutadores americanos a ter este título. Ele venceu a luta ao fazer o pin em Chono após um F-5, que ele renomeou como Verdict, já que a WWE possui a marca registrada no nome F-5. Após a luta, Lesnar afirmou que este nome estava se referindo ao seu processo contra a WWE, que entrou com uma ordem de restrição temporária para impedir que Lesnar continuasse a trabalhar com a NJPW em 6 de dezembro, mas o tribunal não a concedeu. Depois disso, ele teve duas vitórias sem o título em jogo contra Manabu Nakanishi e Yuji Nagata. Lesnar defendeu com sucesso o campeonato em 4 de janeiro de 2006, contra o ex-campeão Shinsuke Nakamura. Em 13 de janeiro, a WWE mais uma vez entrou com uma liminar contra Lesnar para impedi-lo de defender o Campeonato Peso Pesado da IWGP, que também não foi aplicado, pois ele reteve seu título contra o ex-Grande Campeão de Luta de Sumô Akebono em 19 de março, no Sumo Hall. Lesnar teve outra defesa de título bem sucedida contra Giant Bernard em 3 de maio. Esta foi a primeira luta pelo título americano contra americano na NJPW desde Vader e Stan Hansen em 1990. Em 15 de julho, a NJPW tirou Lesnar do IWGP Heavyweight Championship, pois ele não retornaria para defendê-lo devido a "problemas de visto". Um torneio foi realizado em 16 de julho para determinar o novo campeão, que foi vencido por Hiroshi Tanahashi. Lesnar continuou a possuir o cinturão físico do Campeonato Peso Pesado da IWGP até o final de junho de 2007.
Aproximadamente um ano depois, em 29 de junho de 2007, Lesnar defendeu seu Campeonato Peso Pesado da IWGP contra o Campeão Mundial Peso Pesado da TNA Kurt Angle em uma luta campeão contra campeão, no evento de estreia da Inoki Genome Federation (IGF). O promotor da IGF, Antonio Inoki, afirmou que Lesnar era o "legítimo" Campeonato Peso Pesado da IWGP, já que ele não foi derrotado pelo título. Angle derrotaria Lesnar forçando-o a desistir com uma chave de submissão para ganhar o Campeonato Peso Pesado da IWGP reconhecido pela IGF e Total Nonstop Action Wrestling (TNA). Esta foi a última luta de Lesnar como lutador profissional até 2012, quando ele voltou a WWE.

### Retorno à WWE

#### Besta Encarnada e quebra da "Streak" (2012–2014)
Lesnar retornou à WWE em 2 de abril de 2012, no Raw, como um vilão, confrontando e aplicando um F-5 para John Cena. Na semana seguinte no Raw, o General Geral John Laurinaitis revelou que assinou com Lesnar para trazer "legitimidade" de volta à WWE e se tornar o "novo rosto da WWE". Laurinaitis também agendou Lesnar para enfrentar Cena no Extreme Rules em uma luta Extreme Rules. No Extreme Rules em 29 de abril, Lesnar perdeu para Cena apesar de dominar a luta.

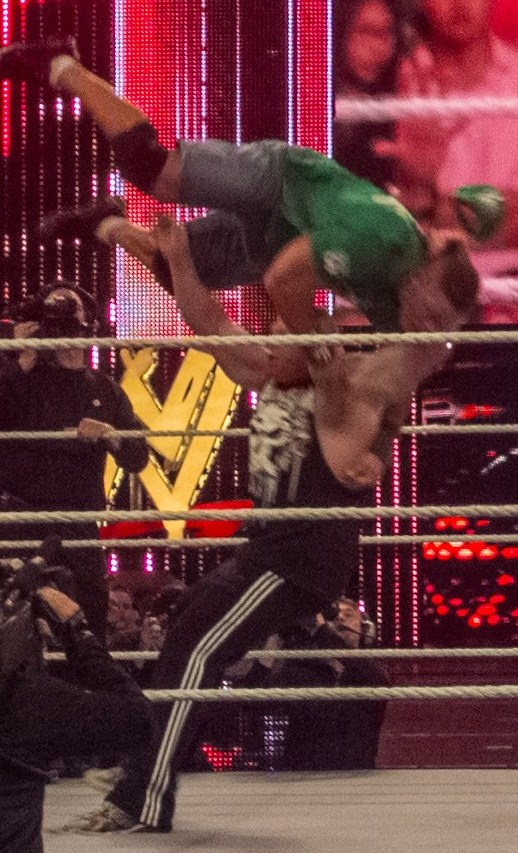
Lesnar realizando seu F-5 em John Cena

Na noite seguinte no Raw, o Chief Operating Officer da WWE, Triple H, recusou-se a ceder às exigências de contrato irracionais de Lesnar (que incluíam receber seu próprio jato pessoal e ter o Raw renomeado para Monday Night Raw Starring Brock Lesnar), resultando em Lesnar atacá-lo e quebrar seu braço com uma chave de kimura no enredo. Na semana seguinte no Raw, Paul Heyman retornou como representante legal de Lesnar; ele alegou que Lesnar estava deixando a WWE e estava processando a WWE por quebra de contrato. No No Way Out em junho, Triple H desafiou Lesnar (que não estava presente) para uma luta no SummerSlam, que Lesnar recusou. Stephanie McMahon mais tarde incitaria Heyman a aceitar a luta em nome de Lesnar no Raw 1000. No SummerSlam em 19 de agosto, Lesnar derrotou Triple H por submissão depois de mais uma vez quebrar o braço no enredo. Na noite seguinte no Raw, Lesnar se declarou o novo "Rei dos Reis" e disse que deixaria a WWE após sua vitória sobre Triple H, afirmando que havia conquistado tudo na empresa.
Lesnar retornou em 28 de janeiro de 2013, episódio do Raw, confrontando Mr. McMahon que estava prestes a demitir Heyman, e apesar dos apelos de Heyman, Lesnar atacou McMahon com um F-5, quebrando a pélvis de McMahon no enredo. Na semana seguinte, durante o TV Miz, talk show de The Miz, a supervisora administrativa do Raw, Vickie Guerrero, revelou-se como aquela que assinou com Lesnar um novo contrato para impressionar McMahon. No Raw de 25 de fevereiro, Lesnar mais uma vez tentou atacar McMahon, apenas para entrar em uma briga com o retorno de Triple H, o que resultou em Lesnar ter sua cabeça lesionada e precisando de dezoito pontos. Na semana seguinte no Raw, Triple H desafiou Lesnar, solicitando uma revanche com ele na WrestleMania 29, que Lesnar aceitou, mas somente depois que Triple H assinasse um contrato e Lesnar nomeasse a estipulação. Depois que Triple H assinou o contrato e agrediu Heyman, a estipulação foi revelada como No Holds Barred com a carreira de Triple H em jogo. Na WrestleMania em 7 de abril, Lesnar perdeu para Triple H após um Pedigree nos degraus de aço. No Raw de 15 de abril, Lesnar atacou 3MB (Heath Slater, Drew McIntyre e Jinder Mahal) antes de Heyman desafiar Triple H para enfrentar Lesnar em uma luta em uma jaula de aço no Extreme Rules, que Triple H aceitou na semana seguinte. No Extreme Rules em 19 de maio, após interferência de Heyman, Lesnar derrotou Triple H para encerrar sua rivalidade. Lesnar retornou no Raw de 17 de junho, atacando o colega cliente de Heyman, CM Punk, com um F-5. Apesar das acusações de Punk, Heyman afirmou que não estava por trás do ataque de Lesnar a ele. No entanto, Heyman atacou Punk em julho, e afirmou que Punk não poderia derrotar Lesnar, o que levou Lesnar a retornar e atacar Punk no Raw de 15 de julho. Na semana seguinte no Raw, Punk desafiou Lesnar para uma luta no SummerSlam em 18 de agosto, onde Lesnar derrotou Punk em uma luta sem desqualificação.
No Raw de 30 de dezembro, Lesnar retornou com Heyman para desafiar o vencedor da próxima luta pelo Campeonato Mundial dos Pesos-Pesados da WWE entre Randy Orton e John Cena no Royal Rumble. Lesnar então desafiou qualquer lutador que desaprovasse essa ideia a desafiá-lo, o que foi respondido por Mark Henry. A briga que se seguiu terminou com Lesnar aplicando um F-5 para Henry. Na semana seguinte no Raw, Henry desafiou Lesnar novamente, apenas para que Lesnar deslocasse seu cotovelo com a chave de Kimura no enredo, o que levou Big Show a sair depois para enfrentar Lesnar, iniciando assim uma rivalidade que foi resolvida no Royal Rumble em 26 de janeiro de 2014, onde Lesnar derrotou Big Show depois de atacá-lo com uma cadeira de aço antes do início da luta. No Raw de 24 de fevereiro, Heyman afirmou que Lesnar havia solicitado uma luta pelo Campeonato Mundial dos Pesos-Pesados da WWE na WrestleMania XXX, mas recebeu um contrato aberto para enfrentar qualquer outro lutador de sua escolha. The Undertaker então retornou e atacou Lesnar com um chokeslam em cima de uma mesa, estabelecendo sua luta na WrestleMania XXX. Na WrestleMania em 6 de abril, Lesnar derrotou Undertaker após executar três F-5s, terminando sua sequência invicta na WrestleMania, um feito que foi descrito pela Sports Illustrated como sendo "o resultado mais chocante desde o Montreal Screwjob".

#### Campeão Mundial dos Pesos-Pesados da WWE (2014–2015)
No SummerSlam em 17 de agosto, Lesnar derrotou John Cena para ganhar o Campeão Mundial dos Pesos-Pesados da WWE; durante a luta ele aplicou dezesseis suplexes (a maioria dos quais eram german suplexes) e dois F-5s e Cena, que mal conseguiu atacar. Em uma revanche no Night of Champions em 21 de setembro, Lesnar foi desclassificado devido à interferência de Seth Rollins, mas manteve seu título. No final do ano, Rollins se reuniu com The Authority e foi adicionado à luta pelo título de Lesnar e Cena no Royal Rumble em 25 de janeiro de 2015, tornando-se um combate triplo, que Lesnar venceu apesar de quebrar uma costela durante a partida.
O próximo desafiante de Lesnar foi Roman Reigns, que havia vencido a luta Royal Rumble para ganhar uma luta pelo título na WrestleMania 31 em 29 de março. Durante sua luta principal contra Reigns, Lesnar entregou vários suplexes e foi ouvido exclamando: "Suplex City, puta!" e, posteriormente, "Suplex City" tornou-se um de seus bordões e motivos de mercadoria. Depois que Lesnar e Reigns trocaram algumas finalizações falsas, Rollins descontou seu contrato do Money in the Bank enquanto a luta estava em andamento, tornando-se uma luta tripla; Rollins então derrotou Reigns para ganhar o título após um Curb Stomp. Na noite seguinte no Raw, Lesnar tentou invocar sua cláusula de revanche e posteriormente atacou os comentaristas Booker T, John "Bradshaw" Layfield e Michael Cole, bem como um cinegrafista depois que Rollins recusou a revanche, o que levou Stephanie McMahon a suspender Lesnar por tempo indeterminado no enredo.
Lesnar retornou no Raw de 15 de junho, sendo escolhido pelo The Authority como o desafiante número um ao Campeão Mundial dos Pesos-Pesados da WWE de Rollins no Battleground. Em 4 de julho, Lesnar fez sua primeira aparição não televisionada na WWE desde seu retorno em 2012, derrotando Kofi Kingston no evento ao vivo The Beast in the East em Tóquio em um rápido combate; ele também aplicou F-5s para os companheiros de New Day de Kingston, Big E e Xavier Woods, após a partida. No Battleground em 19 de julho, Lesnar dominou Rollins, entregando treze suplexes, mas no meio do pinfall, após realizar um F-5, ele foi atacado por The Undertaker (que incapacitou Lesnar com um chokeslam e dois Tombstone Piledrivers), terminando a luta com Lesnar vencendo por desqualificação e Rollins mantendo o campeonato.

#### Suplex City (2015–2017)
Na noite seguinte no Raw, Undertaker explicou que ele havia atacado Lesnar não por acabar com sua sequência na WrestleMania, mas sim por Lesnar permitir que Heyman provocasse constantemente Undertaker sobre isso, o que levou os dois a brigar pela arena e uma revanche da WrestleMania sendo agendada para o SummerSlam. em 23 de agosto, onde Undertaker derrotaria controversamente Lesnar; durante a luta, o cronometrista tocou a campainha, pois Undertaker supostamente havia se submetido à chave Kimura de Lesnar, embora o árbitro não tenha visto nenhuma submissão. Na confusão que se seguiu, Undertaker acertou Lesnar com um golpe baixo e aplicou sua submissão Hell's Gate, na qual Lesnar desmaiou. Na noite seguinte no Raw, Lesnar e Heyman desafiaram Undertaker para uma revanche imediata, apenas para serem confrontados por Bo Dallas (que zombou de Lesnar sobre sua derrota); Lesnar respondeu com cinco German suplexes e um F-5.
No Hell in a Cell em 25 de outubro, Lesnar derrotou Undertaker em uma luta Hell in a Cell após um golpe baixo e F-5 no ringue exposto, terminando sua rivalidade. A partida foi posteriormente votada como "Luta do Ano" durante o Slammy Awards de 2015.
Em 11 de janeiro de 2016, episódio do Raw, Lesnar retornou, atacando The New Day, The League of Nations (Sheamus, King Barrett, Rusev e Alberto Del Rio) e Kevin Owens, antes de realizar um F-5 em Roman Reigns. Na semana seguinte no Raw, Lesnar brigaria com Reigns até que ambos foram atacados pela Wyatt Family. No Royal Rumble em 24 de janeiro, Lesnar foi o 23º participante, eliminando quatro competidores antes de ser eliminado por Bray Wyatt com a ajuda do resto da The Wyatt Family. Mais tarde, ele derrotou Wyatt e Luke Harper em uma luta handicap no evento pay-per-view RoadBlock.
No Raw de 25 de janeiro, Stephanie McMahon agendou uma luta tripla entre Lesnar, Roman Reigns e Dean Ambrose no Fastlane para determinar quem desafiaria Triple H pelo Campeão Mundial dos Pesos-Pesados da WWE na WrestleMania 32. Nas semanas seguintes, Lesnar foi continuamente provocado por Ambrose, com Reigns salvando-o dos ataques subsequentes de Lesnar. No Fastlane em 21 de fevereiro, Lesnar dominou a maior parte da partida antes de ser colocado em duas mesas de transmissão por Ambrose e Reigns; ele perdeu a luta depois que Reigns derrotou Ambrose. Por causa disso, Lesnar atacou Ambrose no estacionamento quando ele estava chegando na arena. Ambrose voltou mais tarde naquela noite, tendo sequestrado uma ambulância, e desafiou Lesnar para uma luta No Holds Barred Street Fight na WrestleMania 32, onde Lesnar derrotou Ambrose após um F-5 em uma pilha de cadeiras.
No episódio de 7 de julho do SmackDown, Lesnar foi revelado como o oponente de Randy Orton para o SummerSlam. Dois dias depois, em 9 de julho, a WWE permitiu que Lesnar tivesse uma luta única para o UFC 200. Lesnar falhou em dois de seus testes de drogas para esta luta, mas não foi suspenso pela WWE porque ele não é um lutador em tempo integral. Em 19 de julho no Draft da WWE de 2016, Lesnar foi a 5ª escolha do Draft para o Raw. Relatórios afirmaram que ele teria sido o número 1 se não tivesse falhado em seus testes de drogas do UFC. Orton foi convocado para o SmackDown, tornando sua luta uma luta interbrand, enquanto a WWE anunciou seu confronto como uma luta de quinze anos. Junto com Heyman, Lesnar fez seu retorno ao Raw em 1º de agosto (sua primeira aparição na programação da WWE desde a WrestleMania 32), mas durante seu segmento Orton apareceu e atacou Lesnar com um RKO. Lesnar então atacou Orton durante sua luta na noite seguinte no SmackDown Live, realizando um F-5 em Orton. No SummerSlam em 21 de agosto, Lesnar derrotou Orton por nocaute técnico, deixando Orton com um ferimento na testa que exigiu dez pontos. Para desgosto de Shane McMahon, Lesnar mais tarde atacaria Shane com um F-5. O final fez muitas pessoas acreditarem que Lesnar havia saído do roteiro devido à gravidade do ferimento na cabeça de Orton, do qual Vince McMahon confirmou que o final foi planejado. Lesnar foi mais tarde multado em $500 por entregar um F-5 ao comissário do SmackDown Shane McMahon e seu ataque a Orton. Em 24 de setembro em um house show em Chicago, Illinois, Lesnar derrotou Orton em uma revanche sem desqualificação, com a luta sendo anunciada como uma luta mortal Suplex City.
No episódio de 10 de outubro do Raw, Heyman, em nome de Lesnar, desafiou Goldberg para uma luta depois que os dois estavam brigando por vários meses nas mídias sociais e durante o trabalho promocional do videogame WWE 2K17, que apresentava Lesnar como a estrela da capa e Goldberg como bônus de pré-venda. Heyman afirmou que Goldberg foi o único defeito na carreira de Lesnar na WWE, já que Goldberg havia derrotado Lesnar na WrestleMania XX em 2004. No episódio de 17 de outubro do Raw, Goldberg retornou à WWE após uma ausência de doze anos e aceitou o pedido de Lesnar para uma luta no Survivor Series. No último Raw antes do Survivor Series, Lesnar e Goldberg tiveram um confronto pela primeira vez em doze anos, resultando em uma briga com a segurança depois que Heyman insultou a família de Goldberg. Em 20 de novembro no Survivor Series, Lesnar rapidamente perdeu para Goldberg em 1 minuto e 26 segundos, marcando a primeira vez em três anos que Lesnar foi derrotado. Na noite seguinte no Raw, Goldberg se declarou o primeiro participante da luta Royal Rumble de 2017. Na semana seguinte no Raw, Heyman falou sobre a luta do Survivor Series, afirmando que eles subestimaram Goldberg e que a luta foi uma humilhação e vergonha para ele e Lesnar, que também estaria no Royal Rumble, pois ele tem algo a provar. Lesnar retornou no Raw de 16 de janeiro para enfrentar outros participantes do Royal Rumble, atacando Sami Zayn, Seth Rollins e Roman Reigns. No Royal Rumble em 29 de janeiro, Lesnar entrou no número 26 e eliminou Enzo Amore, Dean Ambrose e Dolph Ziggler antes de enfrentar Goldberg, que entrou no número 28 e rapidamente eliminou Lesnar após um spear.

#### Campeão Universal (2017–2018)
Na noite seguinte no Raw, Lesnar desafiou Goldberg para uma luta final na WrestleMania 33. No episódio de 6 de fevereiro do Raw, Goldberg aceitaria o desafio de Lesnar enquanto também era nomeado o desafiante número um para o Campeonato Universal de Kevin Owens, que ele venceu no Fastlane transformando assim sua luta com Lesnar em uma luta pelo título. Na WrestleMania, Lesnar derrotou Goldberg para ganhar seu quinto título mundial na WWE e se tornou o primeiro homem a ganhar o Campeonato da WWE e o Campeonato Universal. Lesnar também se tornou a segunda pessoa a sair do Jackhammer de Goldberg e deu a ele a primeira derrota individual limpa de sua carreira no wrestling profissional. Após várias semanas de rivalidade, a primeira defesa de título de Lesnar veio no evento inaugural Great Balls of Fire em 9 de julho de 2017, onde ele reteve com sucesso contra Samoa Joe, antes de derrotá-lo pela segunda vez pelo título em um house show.
No Raw de 31 de julho, Lesnar estava programado para defender seu título em uma luta fatal four-way no SummerSlam contra Samoa Joe, Roman Reigns e Braun Strowman. Lesnar e Heyman afirmaram que ambos deixariam a WWE caso Lesnar perdesse o título na luta. No SummerSlam, Lesnar manteve o título ao derrotar Reigns. Na noite seguinte no Raw, Lesnar foi atacado por Strowman. A luta pelo título subsequente no No Mercy foi vencida por Lesnar. Lesnar então derrotou o Campeão da WWE AJ Styles em uma luta interbrand Campeão vs. Campeão no Survivor Series. Sua próxima defesa de título foi marcada para o Royal Rumble, onde ele defendeu com sucesso o título em um combate triplo contra Strowman e Kane. Lesnar então reacendeu sua rivalidade com Roman Reigns, que venceu a luta Elimination Chamber no Elimination Chamber para se tornar o desafiante número um ao título de Lesnar na WrestleMania 34. Na WrestleMania, Lesnar derrotou Reigns para manter o título no evento principal. Depois, surgiram rumores de que Lesnar deixaria a WWE e voltaria ao UFC. No entanto, em 9 de abril, Lesnar assinou um novo contrato com a WWE. No pay-per-view Greatest Royal Rumble, ele derrotou novamente Reigns em uma gaiola de aço quando Reigns lançou Lesnar através da parede da gaiola. Como Lesnar escapou da jaula primeiro, ele foi declarado o vencedor.
Após o Greatest Royal Rumble, Lesnar esteve ausente da televisão da WWE por quase três meses. No Extreme Rules, o gerente geral do Raw Kurt Angle ameaçou tirar Lesnar do Campeonato Universal se ele não aparecesse no Raw na noite seguinte. Na noite seguinte no Raw, Heyman concordou que Lesnar defenderia seu título no SummerSlam; Reigns se tornou o desafiante número um mais tarde naquela mesma noite. No Raw de 30 de julho, Lesnar estava na arena, mas se recusou a aparecer no ringue. Angle ameaçou demitir Heyman se ele não conseguisse convencer Lesnar a ir ao ringue. Ao longo da transmissão, as tentativas de Heyman não tiveram sucesso. No final do show, depois que Angle o demitiu, Lesnar apareceu para atacar Angle e estrangular Heyman. Duas semanas depois, a dissensão entre Lesnar e Heyman foi revelada como apenas um pretexto para Lesnar atacar Reigns. No SummerSlam, Strowman estava no ringue pronto para descontar seu contrato Money in the Bank com o vencedor. Lesnar incapacitou Strowman, permitindo que Reigns capitalizasse sobre o distraído Lesnar e ganhasse o Campeonato Universal, terminando o reinado de Lesnar em 504 dias. O reinado foi o sexto maior reinado de campeonato mundial na história da WWE e o mais longo desde 1988.

#### Dominação na cena do Campeonato Mundial e segunda saída (2018–2020)
Lesnar retornou no pay-per-view Hell in a Cell em setembro, interrompendo a luta Hell in a Cell entre o Campeão Universal Reigns e Braun Strowman, chutando a porta e atacando os dois lutadores, tornando a luta um no-contest e custando a Strowman sua partida de cash-in do Money in the Bank. Na noite seguinte no Raw, o gerente geral interino Baron Corbin anunciou que Roman Reigns iria defender o Campeonato Universal em uma luta triple threat contra Lesnar e Strowman no Crown Jewel em 2 de novembro. Depois que Reigns abandonou o título devido a uma recaída legítima de leucemia, a luta foi alterada para uma luta de simples entre Lesnar e Strowman pelo título vago. No Crown Jewel, Lesnar derrotou Strowman em três minutos para se tornar o primeiro bicampeão Universal, graças a um ataque de Baron Corbin antes da luta.
Após sua vitória pelo título, Lesnar estava programado para enfrentar o Campeão da WWE AJ Styles no Survivor Series em outra luta sem título Campeão vs. Campeão. No entanto, cinco dias antes do Survivor Series, Styles perdeu o Campeonato da WWE para Daniel Bryan no SmackDown. No Survivor Series, Lesnar derrotou Bryan. Lesnar então defendeu com sucesso o título contra Finn Bálor por finalização no Royal Rumble em 27 de janeiro de 2019. Na noite seguinte no Raw, Lesnar atacou o vencedor do Royal Rumble de 2019, Seth Rollins, com seis F-5s, estabelecendo uma luta pelo título para a WrestleMania 35. Na WrestleMania, Lesnar atacou Rollins antes da luta. Rollins então atacou Lesnar com um golpe baixo enquanto o árbitro estava caído e derrotou Lesnar, terminando seu segundo reinado como Campeão Universal em 156 dias.
No Money in the Bank em 19 de maio de 2019, Lesnar surpreendentemente substituiu Sami Zayn na luta Money in the Bank. Antes da luta, Zayn havia sido atacado nos bastidores. Mais tarde, a partida começou com apenas sete dos oito participantes programados. No clímax da luta, Lesnar correu, derrubou Ali, que estava no topo de uma escada, e ganhou o contrato Money in the Bank, concedendo-lhe uma luta pelo Campeonato Universal ou pelo Campeonato da WWE a qualquer momento de sua escolha durante um ano. Depois de tentar usar o contrato com o Campeão Universal Seth Rollins e o Campeão da WWE Kofi Kingston e falhar em uma tentativa contra Rollins no Super ShowDown, Lesnar resgatou com sucesso o Campeonato Universal de Rollins no Extreme Rules em 14 de julho logo após Rollins e a Campeã Feminina do Raw Becky Lynch manter seus respectivos títulos contra Baron Corbin e Lacey Evans em uma luta Extreme Rules de duplas mistas. No SummerSlam em 11 de agosto, Lesnar perdeu o título para Rollins, terminando seu terceiro reinado em 28 dias.
Lesnar e Heyman retornaram no episódio de 17 de setembro do SmackDown para desafiar Kofi Kingston pelo Campeonato da WWE. Kingston aceitou e Lesnar aplicou ao F-5 dele. No 20º aniversário do SmackDown em 4 de outubro, Lesnar rapidamente derrotou Kingston para ganhar seu quinto Campeonato da WWE; esta foi a primeira luta de Lesnar no SmackDown em 15 anos. Após sua vitória, Lesnar foi atacado pelo ex-oponente do UFC Cain Velasquez, fazendo sua estreia na WWE. Lesnar foi então programado para defender o Campeonato da WWE contra Velasquez no Crown Jewel em 31 de outubro. Durante o draft de 2019, Lesnar foi transferido para o SmackDown. No evento Crown Jewel, Lesnar derrotou Velasquez em menos de cinco minutos por finalização com a Kimura Lock. Após a luta, Rey Mysterio atacou Lesnar com uma cadeira. No episódio de 1º de novembro do SmackDown, Lesnar e Heyman deixaram a marca para ir atrás de Mysterio, que havia sido convocado para o Raw, transferindo-se para o Raw com o Campeonato da WWE. Isso levou Mysterio a desafiar Lesnar pelo Campeonato da WWE no Survivor Series, que foi oficializado como uma luta No Holds Barred, onde Lesnar manteve o cinturão, apesar do filho de Mysterio ajudar Mysterio durante a luta.
Lesnar retornou no episódio do Raw de 6 de janeiro de 2020 para declarar que ninguém merecia uma oportunidade no Campeonato da WWE no Royal Rumble, então, em vez disso, ele entraria no Royal Rumble como participante número um. No Royal Rumble em 26 de janeiro, Lesnar eliminou os primeiros treze competidores que enfrentou, empatando o recorde de mais eliminações em uma luta Royal Rumble, antes de ser eliminado por Drew McIntyre, que venceu a luta. Depois de reter o título contra Ricochet no Super ShowDown, Lesnar acabou perdendo o Campeonato da WWE para McIntyre no evento principal na Noite 2 da WrestleMania 36 (que foi gravado em 25-26 de março e exibido em 5 de abril). Esta seria sua última aparição até 2021, pois em 31 de agosto, foi relatado por várias fontes que Lesnar não estava mais sob contrato com a WWE.

### Segundo retorno à WWE

#### Rivalidade com Roman Reigns (2021-presente)
Lesnar, agora com um visual de agricultor com barba e rabo de cavalo, retornou no SummerSlam em 21 de agosto de 2021, como um herói, enfrentando o Campeão Universal Roman Reigns após sua defesa de título bem-sucedida contra John Cena. Durante o Draft da WWE de 2021, foi revelado que Lesnar havia se tornado um agente livre, permitindo que ele aparecesse em qualquer divisão. Lesnar apareceria principalmente no SmackDown, e ele e Reigns se enfrentaram no Crown Jewel pelo título, onde Lesnar perdeu para Reigns após interferência de The Usos. Esta foi a primeira luta de Lesnar desde abril de 2020. No episódio seguinte do SmackDown, ele começou uma briga no vestiário atrás de Reigns, resultando em uma suspensão indefinida por Adam Pearce, que Lesnar atacou depois. No episódio de 26 de novembro do SmackDown, foi anunciado que sua suspensão havia sido suspensa. Lesnar mais uma vez enfrentaria Reigns pelo título, desta vez no evento do Day 1. No entanto, a luta foi cancelada devido a Reigns ter contraído COVID-19, e Lesnar foi adicionado à luta pelo Campeonato da WWE do Raw no evento para torná-la uma luta fatal de 5-way. No Day 1, Lesnar ganhou seu sexto Campeonato da WWE, derrotando Seth Rollins, Kevin Owens, Bobby Lashley e o atual campeão Big E. No episódio seguinte do Raw, Lesnar se reuniu com seu advogado Paul Heyman, enquanto foi confirmado que ele defenderia seu recém-conquistado título contra Lashley no Royal Rumble.
No Royal Rumble, ele perdeu o Campeonato da WWE para Lashley com a ajuda de Reigns, terminando seu sexto reinado em 29 dias. Mais tarde naquela noite, ele entrou no Royal Rumble como o 30º participante surpresa e venceu, eliminando por último McIntyre. Lesnar se tornou a quarta pessoa a vencer do 30º lugar (depois de The Undertaker em 2007, John Cena em 2008 e Triple H em 2016). Isso fez de Lesnar o nono vencedor do Rumble pela segunda vez, após sua primeira vitória em 2003. Isso também fez dele a primeira pessoa a perder o campeonato mundial e depois vencer o Rumble na mesma noite. Entre os outros vencedores do Rumble, Lesnar também estabeleceu um recorde de maior tempo entre as vitórias do Rumble aos 19 anos. Ele também estabeleceu o recorde de menor tempo gasto no Rumble antes de vencê-lo. Ele ficou na luta por 2 minutos e 30 segundos, batendo o recorde de Edge de 2010 por 5 minutos e 7 segundos.
No episódio seguinte do RAW, Lesnar revelou que desafiaria Reigns pelo WWE Universal Championship na WrestleMania 38. Ele também estava programado para competir no Elimination Chamber pelo WWE Championship de Bobby Lashley no Elimination Chamber. No que foi sua primeira vez competindo em uma Elimination Chamber, Lesnar ganhou o título da WWE pela sétima vez eliminando sozinho todos os outros oponentes (Seth "Freakin" Rollins, AJ Styles, Riddle e Austin Theory), exceto Lashley, que foi removido do combate devido a um protocolo de concussão. Na noite seguinte no RAW pós Elimination Chamber, a luta valendo ambos os títulos, Winner Takes All, foi estipulada como uma luta de unificação dos títulos. No evento, Lesnar perdeu o WWE Championship para Reigns. Lesnar retornaria a WWE em junho de 2022 para marcar um novo combate com Reigns para o SummerSlam 2022 de Julho.

## Estilo e personalidade de luta livre profissional
Desde a estreia de Lesnar, ele foi retratado como um atleta poderoso. Ele é frequentemente chamado por seu apelido "A Besta Encarnada" ou simplesmente "A Besta". Durante começo da sua carreira, quando ele estava consistentemente no Main Event, a WWE estava no que é rotulado pela empresa e pelos fãs como a "Era da Agressão Implacável". Sua manobra de finalização para toda a sua carreira tem sido um fireman's carry facebuster conhecido como F-5 (ou The Verdict quando ele lutou fora da WWE). Após seu retorno em 2012, Lesnar concentrou-se em um truque orientado para o MMA, usando luvas de MMA durante suas lutas e adicionando a chave Kimura como finalização. Lesnar também é conhecido por realizar vários suplexes (especialmente germans suplexes) em seus rivais, com estes sendo frequentemente descritos como o oponente sendo levado para "Suplex City", nomeado após um ataque improvisado de Lesnar em Roman Reigns durante o combate na WrestleMania 31. Lesnar foi gerenciado por Paul Heyman durante a maior parte de sua carreira na WWE, com Heyman sendo o porta-voz de Lesnar para histórias e rivalidades.
Por volta do outono de 2017, um grande número de fãs e críticos começaram a condenar Lesnar. Muitos repórteres pensaram que seu personagem Suplex City "pulou o tubarão" e suas lutas "se tornaram fórmulas". Ele foi amplamente criticado devido às suas ausências da televisão durante seu tempo como Campeão Universal. Foi apontado que ele teve o reinado mais longo do campeonato mundial desde Hulk Hogan. No entanto, ele só defendeu o título em 13 ocasiões durante este tempo, todas em pay-per-views, com Tim Fiorvanti da ESPN comentando que ele "removeu o título principal no Monday Night Raw de circulação". A curta duração de suas partidas também foi criticada por jornalistas e fãs. O ex-campeão da WWE Bob Backlund criticou o fato de que Lesnar usou principalmente suplexes durante suas lutas, dizendo que "fica velho para fazer a mesma coisa repetidamente".

## Carreira como jogador de futebol profissional
Após sua luta na WrestleMania XX em março de 2004, Lesnar deixou de lado sua carreira na WWE para seguir carreira na National Football League (NFL), apesar de não jogar futebol desde o colegial. A WWE divulgou esta declaração em seu site oficial, WWE.com, após sua saída:
Brock Lesnar tomou uma decisão pessoal de colocar sua carreira na WWE em espera para se preparar para o teste para a National Football League nesta temporada. Brock lutou durante toda a sua carreira profissional na WWE e estamos orgulhosos de suas realizações e desejamos a ele o melhor em seu novo empreendimento.
Lesnar disse mais tarde a um programa de rádio de Minnesota que ele teve "três anos maravilhosos" na WWE, mas ficou infeliz e sempre quis jogar futebol profissional, acrescentando que não queria ter 40 anos e se perguntando se poderia ter "conseguido". " no futebol. Em uma entrevista sobre a NFL, ele declarou:
Esta não é uma carga de touro; não é nenhuma manobra da WWE. Estou falando sério sobre isso. Não tenho medo de nada e não tenho medo de ninguém. Sou um azarão no atletismo desde os cinco anos. Não recebi nenhuma oferta universitária para wrestling. Agora as pessoas dizem que eu não posso jogar futebol, que é uma piada. Eu digo que posso. Sou um atleta tão bom quanto muitos caras da NFL, se não melhor. Sempre tive que lutar por tudo. Eu não era o melhor técnico de wrestling amador, mas era forte, tinha um ótimo condicionamento e uma cabeça dura. Ninguém poderia me quebrar. Enquanto eu tiver isso, não dou a mínima para o que os outros pensam.
Lesnar teve uma grande exibição no NFL Combine, mas em 17 de abril uma minivan colidiu com sua moto e ele sofreu uma fratura no maxilar e na mão esquerda, uma pelve machucada e uma virilha distendida. Vários times da NFL expressaram interesse em assistir Lesnar se exercitando. O Minnesota Vikings treinou Lesnar em 11 de junho, mas ele foi prejudicado pela lesão na virilha sofrida no acidente de motocicleta em abril. Em 24 de julho, foi relatado que ele estava quase recuperado de sua lesão na virilha. Ele assinou com os Vikings em 27 de julho e jogou em vários jogos de pré-temporada para a equipe. Ele foi libertado pelos Vikings em 30 de agosto. Lesnar recebeu um convite para jogar como representante dos Vikings na NFL Europa, mas recusou devido ao seu desejo de ficar nos Estados Unidos com sua família. Ele teve vários cartões de futebol produzidos durante seu tempo com os Vikings.

## Carreira nas Artes Marciais Mistas

### Hero's (2007)
Em 29 de abril de 2006, após a partida final do K-1 World Grand Prix 2006 em Las Vegas, Lesnar declarou sua intenção de se juntar à liga de artes marciais mistas do K-1, Hero's. Ele treinou na Academia de Artes Marciais de Minnesota com Greg Nelson e Minnesota Assistant Head wrestling treinado por Marty Morgan. Lesnar assinou o acordo em agosto. Sua primeira luta foi marcada contra Hong-man Choi da Coreia do Sul em 2 de junho de 2007 no Dynamite!! Show dos EUA.[244][245] No entanto, antes da partida, Choi foi substituído por Min-soo Kim. Lesnar finalizou Kim com golpes em 1:09 do primeiro round para vencer sua primeira luta oficial de MMA.[246]

### Ultimate Fighting Championship (2008–2011)

#### Estreia e Campeão Peso Pesado do UFC
Durante o UFC 77 em 20 de outubro, Lesnar juntou-se ao Ultimate Fighting Championship (UFC). Em 2 de fevereiro de 2008, Lesnar fez sua estreia em um evento intitulado UFC 81: Breaking Point contra o ex-Campeão Peso Pesado do UFC Frank Mir. Devido às suas mãos grandes, Lesnar estava usando luvas 4XL para a luta, fazendo dele o segundo homem na história dos esportes de combate de Nevada a usar tais luvas, depois de Choi Hong-man. Lesnar garantiu uma queda precoce e começou a acertar vários socos, mas foi encaixado um ponto depois que um soco atingiu Mir na parte de trás da cabeça. Lesnar conseguiria outra queda e continuaria no ground and pound, porém, Mir conseguiu segurar uma chave de joelho e forçou uma finalização aos 1:30 do primeiro round, fazendo com que Lesnar perdesse em sua estreia no UFC. No UFC 82 em 1 de março, o ex-Campeão Peso Pesado do UFC e Hall da Fama Mark Coleman foi anunciado para lutar contra Lesnar no UFC 87. No entanto, Coleman retirou-se da luta devido a uma lesão e foi substituído por Heath Herring. Na primeira rodada Lesnar marcou um knockdown inicial e passou a dominar a luta vencendo por decisão unânime por 30-26 em todos os votos dos três juízes.
Lesnar então enfrentou Randy Couture pelo Cinturão Peso Pesado do UFC no UFC 91 em 15 de novembro. Lesnar conseguiu negar as tentativas de queda de Couture, e o acertou nos pés eventualmente o derrubando e aterrissando no ground and pound até que ele foi premiado com o nocaute técnico, reivindicando o Cinturão Peso Pesado do UFC no processo.
Em 27 de dezembro no UFC 92, Frank Mir derrotou Antônio Nogueira pelo Cinturão Interino dos Pesos-Pesados e enfrentou Lesnar pelo Indiscutível Cinturão dos Pesos-Pesados do UFC no UFC 98. Imediatamente após ganhar o título interino dos pesos-pesados, Mir encontrou Lesnar no meio da multidão e gritou: "Você tem meu cinturão". Devido a uma lesão no joelho de Mir, a luta de unificação do título com Lesnar que estava originalmente programada para ser o evento principal do UFC 98 foi adiada. Lesnar, em vez disso, lutou com Mir no UFC 100 em 11 de julho de 2009. Mir tentou agarrar a perna de Lesnar no início da luta, sem sucesso e Lesnar manteve a primeira posição de aterrissagem de socos pelo resto do round. No segundo, os dois trocaram golpes, mas Mir conseguiu machucar Lesnar com uma joelhada e um soco, forçando Lesnar a derrubar Mir e aterrissar no ground and pound, vencendo a luta por nocaute técnico no segundo round. Durante sua comemoração pós-luta, Lesnar surpreendeu a multidão que o vaiava. Lesnar também fez um comentário depreciativo sobre o principal patrocinador do pay-per-view, Bud Light, alegando que eles "não vão me pagar nada" e promoveu a Coors Light. Lesnar mais tarde se desculpou por seus comentários na coletiva de imprensa pós-luta, onde ele segurou uma garrafa de Bud Light e endossou seu produto.
Em 1º de julho, foi relatado que o vencedor da luta Shane Carwin vs. Cain Velasquez no UFC 104 enfrentaria Lesnar, mas a luta foi cancelada e Lesnar estava programado para defender o título contra Shane Carwin no UFC 106 em 21 de novembro. Em 2 de outubro, Lesnar desistiu de sua luta contra Carwin devido a uma doença. O presidente do UFC, Dana White, disse que Lesnar estava doente há três semanas, alegando que nunca esteve tão doente em sua vida e que levaria um tempo para se recuperar, por isso sua luta com Carwin foi remarcada para o UFC 108 em 2 de janeiro de 2010. Lesnar inicialmente procurou tratamento no Canadá, mas depois disse a repórteres que havia recebido "tratamento do Terceiro Mundo" em um hospital em Brandon, Manitoba, e que buscar um tratamento melhor nos Estados Unidos salvou sua vida. Lesnar passou a criticar ainda mais os cuidados de saúde canadenses e afirmou que compartilhou sua experiência para falar "em nome dos médicos nos Estados Unidos que não querem que a reforma dos cuidados de saúde aconteça".
Em 4 de novembro foi confirmado que Lesnar sofria de mononucleose e que sua luta com Carwin teria que esperar um pouco mais e a luta pelo título dos pesos pesados de Lesnar foi cancelada. Em 14 de novembro na conferência pós-luta do UFC 105, Dana White declarou, "[Lesnar] não está bem e ele não vai ficar bem tão cedo" e que uma luta pelo título interino pode precisar ser marcada. Além da mononucleose, foi revelado que ele sofria de um caso grave de diverticulite, um distúrbio intestinal, que exigia cirurgia. Após um diagnóstico mais aprofundado, Lesnar foi submetido a uma cirurgia em 16 de novembro para fechar uma perfuração em seu intestino que estava vazando matéria fecal em seu abdômen, causando dor, abscessos e sobrecarregando seu sistema imunológico a ponto de contrair mononucleose. A partir do nível de dano ao sistema de Lesnar, o cirurgião estimou que a condição intestinal estava em andamento há cerca de um ano.
Em janeiro de 2010, Lesnar revelou no SportsCenter da ESPN que estava programado para retornar ao UFC no verão. Uma luta entre Frank Mir e Shane Carwin aconteceu em 27 de março no UFC 111 para determinar o Campeão Interino dos Pesos-Pesados e o próximo oponente de Lesnar. Shane Carwin derrotou Mir por nocaute no primeiro round, tornando-se o novo Campeão Interino. Após a luta, Lesnar entrou no ringue e afirmou: "Foi uma boa luta, mas ele está usando um cinturão que é um cinturão de faz de conta. Eu tenho o cinturão do campeonato real". Lesnar enfrentou Carwin no UFC 116 em 3 de julho para unificar os títulos dos pesos pesados. No início do primeiro round, Carwin derrubou Lesnar com socos pesados e continuou aterrissando ground and pound durante todo o round, abrindo um corte no olho de Lesnar, mas não conseguiu finalizar. No round seguinte, Carwin estava visivelmente cansado e Lesnar conseguiu uma queda, uma montada completa, depois passou para o controle lateral e finalizou a luta com um triângulo de braço. Com a vitória, Lesnar se tornou o indiscutível Campeão Peso Pesado do UFC, ganhando sua primeira Finalização da Noite e dando a Carwin sua primeira derrota. A vitória também empatou um recorde do UFC para a maioria das defesas bem sucedidas do Campeonato Peso Pesado do UFC.

#### Perda de título e primeira aposentadoria
A próxima defesa de Lesnar foi contra o invicto Cain Velasquez em 23 de outubro no Honda Center em Anaheim, Califórnia no UFC 121. Dana White anunciou via SportsNation que o UFC traria de volta o UFC Primetime para animar a luta. No primeiro round Lesnar conseguiu uma queda, e acertou algumas joelhadas pesadas, mas acabou sucumbindo à trocação superior de Velasquez e seria finalizado por nocaute técnico no final do round.
Lesnar foi anunciado como treinador da 13ª Temporada do The Ultimate Fighter, ao lado de Junior dos Santos, com os dois previstos para lutar em 11 de junho no UFC 131, mas ele foi atingido por outra crise de diverticulite e teve que desistir da luta em 12 de maio. Ele foi substituído por Shane Carwin, que acabou perdendo para Santos. Lesnar passou por uma cirurgia em 27 de maio para ajudar a combater seus problemas com diverticulite. Dana White disse que removeu um pedaço de 12 polegadas de seu cólon.
Em sua edição de maio de 2011, a revista ESPN publicou uma matéria listando o atleta mais bem pago com base no salário-base e ganhos do ano civil mais recente ou da temporada mais recente em 30 esportes. Lesnar liderou a lista de MMA com US$ 5,3 milhões, que incluiu seus salários de luta e bônus estimados de pay-per-view.
No verão de 2011, Lesnar anunciou que estava voltando à ação, afirmando: "Sinto-me como um novo homem. Saudável. Forte. Sinto como costumava me sentir". Sua luta de volta estava marcada para o UFC 141 em 30 de dezembro em Las Vegas contra o ex-campeão peso pesado do Strikeforce Alistair Overeem. Lesnar tentou derrubar Overeem, mas não conseguiu e recebeu golpes pesados em seu estômago cirurgicamente reparado, eventualmente sendo finalizado com um chute no fígado e socos. Lesnar então se aposentou do MMA, mencionando suas lutas com diverticulite e dizendo que "esta noite foi a última vez que você me viu no octógono".
As especulações sobre um retorno ao MMA duraram até 24 de março de 2015, quando Lesnar revelou em entrevista ao SportsCenter que havia re-assinado com a WWE e oficialmente fechado a porta para um retorno ao MMA, mesmo tendo sido oferecido um acordo "dez vezes mais" do que ele havia feito anteriormente em sua carreira no MMA. Ele elaborou ainda que, enquanto treinava por meses para um retorno ao UFC, ele se sentia "fisicamente ótimo, mas algo estava faltando mentalmente". Lesnar acrescentou que "[ele] é um homem das cavernas mais velho agora, então [ele] toma decisões mais inteligentes" e que escolheu assinar com a WWE em vez de retornar ao MMA porque poderia "trabalhar meio período com pagamento em período integral".

### Retorno ao UFC (2016–2018)

#### Luta contra Mark Hunt
Embora Lesnar tenha dito que estava "fechando a porta para o MMA" em março de 2015, o UFC anunciou em 4 de junho de 2016 que retornaria ao UFC 200 em 9 de julho. A WWE confirmou que concedeu a Lesnar "uma oportunidade única" de competir no UFC 200 antes de retornar à empresa para o SummerSlam em 21 de agosto. Lesnar dominou o primeiro e terceiro rounds, batendo Hunt no terceiro para garantir a vitória por decisão unânime. Ele também recebeu uma bolsa recorde do UFC de US$ 2,5 milhões. Este recorde foi quebrado no UFC 202 por Conor McGregor, que também era o detentor anterior.

#### Suspensão e segunda aposentadoria
Em 15 de julho, Lesnar foi notificado de uma possível violação da política antidoping pela Agência Antidoping dos Estados Unidos (USADA) decorrente de uma substância proibida não divulgada em uma amostra fora de competição coletada em 28 de junho. Em 19 de julho, uma segunda amostra de teste coletada em competição em 9 de julho foi revelada como positiva para a mesma substância proibida descoberta na amostra anterior fora de competição. Em 23 de agosto, a Comissão Atlética do Estado de Nevada (NSAC) confirmou que Lesnar havia sido testado duas vezes positivo para clomifeno e foi suspenso.
Em 15 de dezembro, foi confirmado que Lesnar foi multado em US$ 250.000 e suspenso da competição por um ano pela NSAC. Ele seria elegível para retornar em julho de 2017. Como resultado da suspensão, o resultado de sua luta com Mark Hunt foi revertido para no contest. Em janeiro de 2019, Lesnar ainda não tinha pagado a multa.
Em 14 de fevereiro de 2017, foi relatado que Lesnar havia notificado o UFC que estava se aposentando do MMA pela segunda vez. Em 7 de julho de 2018, Lesnar invadiu o cage após a luta principal do UFC 226 e desafiou o novo Campeão Peso Pesado do UFC, Daniel Cormier. Em 8 de julho, a USADA confirmou que Lesnar havia iniciado o processo para voltar ao grupo de testes de drogas.
Oficiais do UFC estavam visando uma luta entre Lesnar e Daniel Cormier pelo Cinturão Peso Pesado do UFC, no entanto, de acordo com Dana White, Lesnar decidiu não lutar com o MMA. No entanto, em setembro de 2020, Dana White disse que poderia fazer uma megaluta entre Brock Lesnar e Jon Jones se ambos os lutadores quisessem. O presidente do Bellator, Scott Coker, também mostrou interesse em marcar uma luta para Brock Lesnar, esperando fazer uma luta entre Brock Lesnar e Fedor Emelianenko.

## Vida Pessoal
Brock Edward Lesnar nasceu em Webster, Dakota do Sul, em 12 de julho de 1977, filho de Stephanie e Richard Lesnar. Ele cresceu na fazenda de gado leiteiro de seus pais em Webster. Ele é descendente de alemães. Ele tem dois irmãos mais velhos chamados Troy e Chad, e uma irmã mais nova chamada Brandi. Aos 17 anos, Lesnar se juntou à Guarda Nacional do Exército e foi designado para um trabalho de escritório depois que seu daltonismo vermelho-verde foi considerado perigoso para seu desejo de trabalhar com explosivos. Ele foi dispensado após falhar em um teste de digitação no computador e mais tarde trabalhou para uma empresa de construção.
Lesnar se casou com a colega de WWE Rena Greek, mais conhecida como Sable, em 6 de maio de 2006. Eles residem em uma fazenda em Maryfield, Saskatchewan, tendo vivido anteriormente em Maple Plain, Minnesota. Juntos, eles têm dois filhos chamados Turk (nascido em 2009) e Duke (nascido em 2010). Com sua ex-noiva, Nicole McClain, Lesnar também tem gêmeos que nasceram em 2002: uma filha chamada Mya Lynn (que assinou para competir no atletismo no estado do Arizona) e um filho chamado Luke, que joga hóquei no gelo. Ele também é o padrasto da filha de Greek, com seu primeiro marido.
Lesnar é um indivíduo intensamente privado que expressou seu desdém pela mídia; raramente participa de entrevistas e evita perguntas sobre sua vida privada. Ele é um defensor do Partido Republicano e membro da National Rifle Association, fazendo uma aparição na reunião anual da NRA em maio de 2011 para discutir sua paixão pela caça e seu papel como porta-voz da empresa Fusion Ammunition. Ele é fã dos Winnipeg Jets, e os seus três filhos jogam hóquei no gelo.
Durante sua primeira passagem na WWE, Lesnar desenvolveu vícios em álcool e analgésicos, supostamente bebendo uma garrafa de vodka por dia e tomando centenas de comprimidos de Vicodin por mês para controlar a dor causada pelo desgaste em seu corpo. Ele identificou a sua fama na imprensa como "estrela fracassada" na WrestleMania XIX como uma fonte particular de sofrimento. Lesnar afirma que, como resultado de seu vício e exaustão mental, não se lembra de "dois anos inteiros" de sua carreira na WWE.
Em janeiro de 2024 uma ação foi movida contra Lesnar, o ex CEO da WWE Vince McMahon e o executivo John Laurinaitis, acusados de tráfico  sexual, desde então Brock Lesnar foi banido pela TKO Group Holdings de aparecer na WWE e no UFC e também todos os lutadores foram proibidos de mencioná-lo.

## Filmografia

### Filme
| Ano  | Título      | Papel     | Notas                |
| ---- | ----------- | --------- | -------------------- |
| 2014 | True Giants | Ele mesmo | Estreia no cinema    |
| 2014 | Foxcatcher  | Lutador   | Camafeu Sem créditos |
| 2016 | Countdown   | Ele mesmo | Sem créditos         |

### Televisão
| Ano       | Título                         | Papel     | Notas                                        |
| --------- | ------------------------------ | --------- | -------------------------------------------- |
| 2008      | E:60                           | Ele mesmo | 21 de outubro                                |
| 2009–2010 | Rome Is Burning                | Ele mesmo | 3 episódios                                  |
| 2010      | UFC Primetime                  | Ele mesmo | Episódio: Lesnar vs. Velasquez               |
| 2011      | ESPN Friday Night Fights       | Ele mesmo | 14 de Janeiro                                |
| 2011      | Late Night with Jimmy Fallon   | Ele mesmo | 28 de março (3ª temporada, episódio 49)      |
| 2012      | The Tonight Show with Jay Leno | Ele mesmo | 21 de fevereiro (20ª temporada, episódio 93) |
| 2016      | Mike and Mike in the Morning   | Ele mesmo | 18 de Agosto                                 |
| 2016      | SportsCenter                   | Ele mesmo | 16 de fevereiro (38ª temporada, episódio 47) |
| 2016      | UFC Ultimate Insider           | Ele mesmo | 3 de julho (5ª temporada, episódio 520)      |

### Vídeo games
| Ano  | Título                             | Notas                                            |
| ---- | ---------------------------------- | ------------------------------------------------ |
| 2002 | WWE SmackDown! Shut Your Mouth     | Estreia no videogame Capa (versão NTSC)          |
| 2003 | WWE Crush Hour                     |                                                  |
| 2003 | WWE WrestleMania XIX               |                                                  |
| 2003 | WWE Raw 2                          |                                                  |
| 2003 | WWE SmackDown! Here Comes the Pain | Capa                                             |
| 2005 | Madden NFL 06                      | Primeira aparição em um jogo não-wrestling       |
| 2005 | Wrestle Kingdom                    | Lançado apenas no Japão                          |
| 2009 | UFC 2009 Undisputed                |                                                  |
| 2010 | UFC Undisputed 2010                | Capa                                             |
| 2011 | WWE '12                            | DLC                                              |
| 2012 | UFC Undisputed 3                   |                                                  |
| 2012 | WWE '13                            |                                                  |
| 2013 | WWE 2K14                           |                                                  |
| 2014 | EA Sports UFC                      | DLC                                              |
| 2014 | WWE 2K15                           | Captura de movimento (Próxima geração e PC)      |
| 2015 | WWE 2K16                           | Captura de movimento (Próxima geração e PC)      |
| 2016 | WWE 2K17                           | Captura de movimento (Próxima geração e PC) Capa |
| 2017 | WWE 2K18                           | Captura de movimento                             |
| 2018 | WWE 2K19                           | Captura de movimento                             |
| 2019 | WWE 2K20                           | Captura de movimento                             |
| 2020 | EA Sports UFC 4                    | DLC                                              |
| 2020 | WWE 2K Battlegrounds               | Última aparição no videogame da WWE              |

## Recorde nas Artes Marciais Mistas
| Res.    | Cartel  | Oponente         | Método                                   | Evento                        | Data       | Round | Tempo | Local                   | Notas |
| ------- | ------- | ---------------- | ---------------------------------------- | ----------------------------- | ---------- | ----- | ----- | ----------------------- | --- |
| NC      | 5-3 (1) | Mark Hunt        | Sem Resultado                            | UFC 200: Tate vs. Nunes       | 09/07/2016 | 3     | 5:00  | Las Vegas, Nevada       | Retornou da aposentadoria; Originalmente vitoria por decisão unânime mas Lesnar testou positivo no exame antidoping e o resultado foi alterado para NC. |
| Derrota | 5-3     | Alistair Overeem | Nocaute Técnico (chute no corpo e socos) | UFC 141: Lesnar vs. Overeem   | 30/12/2011 | 1     | 2:26  | Las Vegas, Nevada       | Anunciou aposentadoria. |
| Derrota | 5-2     | Caín Velásquez   | Nocaute Técnico (socos)                  | UFC 121: Lesnar vs. Velasquez | 23/10/2010 | 1     | 4:12  | Anaheim, California     | Perdeu o Cinturão Peso Pesado do UFC |
| Vitória | 5-1     | Shane Carwin     | Finalização (katagatame)                 | UFC 116: Lesnar vs. Carwin    | 03/06/2010 | 2     | 2:19  | Las Vegas, Nevada       | Defendeu e unificou o Cinturão Peso Pesado do UFC; Finalização da Noite.                                                                                |
| Vitória | 4-1     | Frank Mir        | Nocaute Técnico (socos)                  | UFC 100: Making History       | 11/07/2009 | 2     | 1:48  | Las Vegas, Nevada       | Defendeu e unificou o Cinturão Peso Pesado do UFC |
| Vitória | 3-1     | Randy Couture    | Nocaute Técnico (socos)                  | UFC 91: Couture vs. Lesnar    | 15/11/2008 | 2     | 3:07  | Las Vegas, Nevada       | Ganhou o Cinturão Peso Pesado do UFC. |
| Vitória | 2-1     | Heath Herring    | Decisão (unânime)                        | UFC 87: Seek and Destroy      | 09/08/2008 | 3     | 5:00  | Minneapolis, Minnesota  | |
| Derrota | 1-1     | Frank Mir        | Finalização (chave de joelho)            | UFC 81: Breaking Point        | 02/02/2008 | 1     | 1:30  | Las Vegas, Nevada       | Estreia no UFC. |
| Vitória | 1-0     | Min-Soo Kim      | Finalização (socos)                      | K-1 Dynamite!! USA            | 02/06/2007 | 1     | 1:09  | Los Angeles, California | |

## Lutas em pay-per-views

### WWE
| Date                    | PPV              | Venue                             | Location                     | Match                                    | PPV Buys  |
| ----------------------- | ---------------- | --------------------------------- | ---------------------------- | ---------------------------------------- | --------- |
| 25 de Agosto de 2002    | SummerSlam       | Nassau Veterans Memorial Coliseum | Uniondale, Nova York         | The Rock vs. Brock Lesnar                | 540,000   |
| 22 de Setembro de 2002  | Unforgiven       | Staples Center                    | Los Angeles, California      | Brock Lesnar vs. The Undertaker          | 300,000   |
| 20 de Outubro de 2002   | No Mercy         | Alltel Arena                      | North Little Rock, Arkansas  | Brock Lesnar vs. The Undertaker          | 300,000   |
| 40 de Março de 2003     | WrestleMania XIX | Safeco Field                      | Seattle, Washington          | Kurt Angle vs. Brock Lesnar              | 560,000   |
| 18 de Maio de 2003      | Judgment Day     | Charlotte Coliseum                | Charlotte, Carolina do Norte | Brock Lesnar vs. Big Show                | 317,000   |
| 27 de Julho de 2003     | Vengeance        | Pepsi Center                      | Denver, Colorado             | Brock Lesnar vs. Kurt Angle vs. Big Show | 365,000   |
| 19 de Outubro de 2003   | No Mercy         | 1st Mariner Arena                 | Baltimore, Maryland          | Brock Lesnar vs. The Undertaker          | 275,000   |
| 15 de Fevereiro de 2004 | No Way Out       | Cow Palace                        | Daly City, California        | Brock Lesnar vs. Eddie Guerrero          | 265,000   |
| 29 de Abril de 2012     | Extreme Rules    | Allstate Arena                    | Rosemont, Illinois           | John Cena vs. Brock Lesnar               | 263,000   |
| 19 de Agosto de 2012    | SummerSlam       | Staples Center                    | Los Angeles, California      | Brock Lesnar vs. Triple H                | 358,000   |
| 7 de Abril de 2013      | Wrestlemania 29  | MetLife Stadium                   | East Rutherford, New Jersey  | Brock Lesnar vs. Triple H (c)            | 1,048,000 |
| 19 de Maio de 2013      | Extreme Rules    | Scottrade Center                  | St. Louis, Missouri          | Brock Lesnar vs. Triple H                | 231,000   |
| Vendas totais           | Vendas totais    | Vendas totais                     | Vendas totais                | Vendas totais                            | 4,822,000 |

### MMA
| No.           | Evento         | Luta                    | Data                   | Local                         | Cidade                       | PPV buys  |
| ------------- | -------------- | ----------------------- | ---------------------- | ----------------------------- | ---------------------------- | --------- |
| 1.            | Dynamite!! USA | Lesnar vs. Min-soo      | 2 de Junho de 2007     | Los Angeles Memorial Coliseum | Los Angeles, California, U.S | 35,000    |
| 2.            | UFC 81         | Mir vs. Lesnar (co)     | 2 de Fevereiro de 2008 | Mandalay Bay Events Center    | Las Vegas, Nevada, U.S       | 650,000   |
| 3.            | UFC 87         | Lesnar vs. Herring (co) | 9 de Agosto de 2008    | Target Center                 | Minneapolis, Minnesota, U.S  | 625,000   |
| 4.            | UFC 91         | Couture vs. Lesnar      | 15 de Novembro de 2008 | MGM Grand Garden Arena        | Las Vegas, Nevada, U.S       | 1,010,000 |
| 5.            | UFC 100        | Lesnar vs. Mir 2        | 11 de Julho de 2009    | Mandalay Bay Events Center    | Las Vegas, Nevada, U.S       | 1,600,000 |
| 6.            | UFC 116        | Lesnar vs. Carwin       | 3 de Julho de 2010     | MGM Grand Garden Arena        | Las Vegas, Nevada, U.S       | 1,160,000 |
| 7.            | UFC 121        | Lesnar vs. Velasquez    | 23 de Outubro de 2010  | Honda Center                  | Anaheim, California, U.S     | 1,050,000 |
| 8.            | UFC 141        | Lesnar vs. Overeem      | 30 de Dezembro de 2011 | MGM Grand Garden Arena        | Las Vegas, Nevada, U.S       | 750,000   |
| 9.            | UFC 200        | Lesnar vs. Hunt (co)    | 9 de Julho de 2016     | T-Mobile Arena                | Las Vegas, Nevada, U.S       | 1,009,000 |
| Vendas totais | Vendas totais  | Vendas totais           | Vendas totais          | Vendas totais                 | Vendas totais                | 7,889,000 |

## Campeonatos e conquistas

### Luta livre amadora
- National Collegiate Athletic Association
  - NCAA Division I All-American (1999, 2000)
  - Vice-campeão nacional dos Pesos Pesados da Divisão I da NCAA (1999)
  - Campeão dos Pesos Pesados da Divisão I da NCAA (2000)
  - Campeão da Big Ten Conference (1999, 2000)
- National Junior College Athletic Association
  - NJCAA All-American (1997, 1998)
  - Campeão dos Pesos Pesados da NJCAA (1998)
  - Campeão do Torneio Bison da Universidade Estadual de Dakota do Norte (1997–1999)

### Artes Marciais Mistas
- Ultimate Fighting Championship
  - Campeão Peso Pesado do UFC (uma vez)
    - Duas defesas de título bem sucedidas

  - Apresentação da noite (uma vez) vs. Shane Carwin[270]
- Lutas internas
  - Maior empate (2008)[271]
  - Recruta do Ano (2008)[271]
- Prêmios Sherdog
  - Batida do Ano (2009)[272]
- Sports Illustrated
  - Melhor Revelação do Ano (2008)
- World MMA Awards
  - Lutador Revelação do Ano (2009)[273]
- Wrestling Observer Newsletter
  - Melhor Sorteio de Bilheteria (2008–2010)
  - Lutador mais valioso do MMA (2008–2010)

### Luta livre profissional
- Guinness World Records

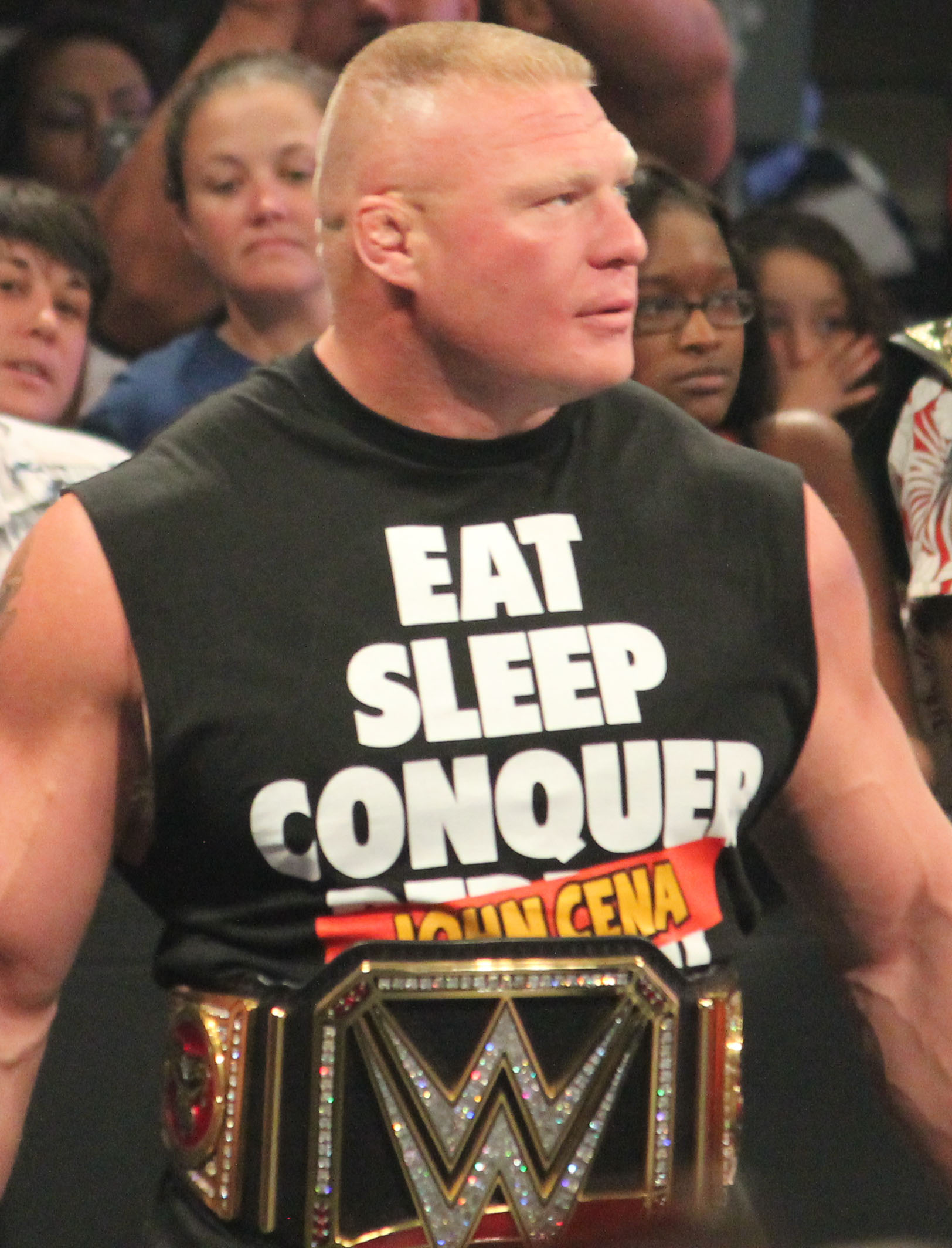
Lesnar é 7 vezes Campeão da WWE.

  - Recorde mundial: Lutador mais jovem a ganhar o Campeonato da WWE (25 anos e 44 dias).
- Inoki Genome Federation
  - Campeonato Peso Pesado da IWGP (1 vez)[a]
- New Japan Pro Wrestling
  - Campeonato Peso Pesado da IWGP (1 vez)[a]
- Ohio Valley Wrestling
  - Campeonato de Duplas do Sul da OVW (3 vezes) – com Shelton Benjamin[274]
- Pro Wrestling Illustrated
  - Rivalidade do Ano (2003) vs. Kurt Angle[275]
  - Rivalidade do Ano (2015) vs. The Undertaker
  - Luta do Ano (2003) vs. Kurt Angle em uma Iron Man match no SmackDown! em 16 de setembro[276]
  - Lutador com Maior Melhora no Ano (2002)[277]
  - Lutador do Ano (2002 e 2014)[278][279]
  - A PWI o colocou em 1º dos 500 melhores lutadores individuais na PWI 500 em 2003[280]
- Rolling Stone
  - Mudança de personagem mais inevitável (2015)[281]
- Wrestling Observer Newsletter
  - Melhor Brawler (2003)[282]
  - Melhor Manobra de Wrestling (2002) F5
  - Rivalidade do Ano (2003) vs. Kurt Angle[283]
  - Lutador Mais Aprimorado (2002 e 2003)[284]
  - Melhor Sorteio de Bilheteria da Década (anos 2010)[285]
  - Wrestling Observer Newsletter Hall of Fame (Classe de 2015)[286]
- WWE/World Wrestling Entertainment/Federation
  - WWE Championship (7 vezes)[b]
  - WWE Universal Championship (3 vezes)
  - King of the Ring (2002)[287]
  - Money in the Bank (2019)
  - Royal Rumble (2003, 2022)
  - Slammy Awards (5 vezes)
    - Hashtag do Ano (2015) – #SuplexCity
    - Rivalidade do Ano (2015) – vs. The Undertaker
    - Luta do Ano (2015) - vs. The Undertaker no Hell in a Cell
    - Momento "Me diga que você não disse isso" do Ano (2015) – "Suplex City" no WrestleMania 31
    - Momento OMG Chocante do Ano (2014) – Acabar com a invencibilidade de Undertaker no WrestleMania XXX

  - Prêmio de fim de ano da WWE para a rivalidade mais quente (2018) vs. Roman Reigns[288]